# Chuck Dressen
Charles Walter Dressen (Decatur, 20 settembre 1894 – Detroit, 10 agosto 1966) è stato un giocatore di football americano, giocatore di baseball e allenatore di baseball statunitense.

## Carriera
Dressen giocò brevemente a football dal 1919 al 1923 con i Chicago Staleys (i futuri Chicago Bears, di cui fu anche quarterback titolare) e i Racine Legion. Nel 1924 divenne un giocatore di baseball a tempo pieno, giocando nella Major League Baseball con i Cincinnati Reds (1925-1931) e i New York Giants (1933). In seguito intraprese la carriera di allenatore e assistente allenatore dove trovò i maggior successi.

## Palmarès
- World Series: 3

New York Giants: 1933 (come giocatore)
New York Yankees: 1933 (come assistente allenatore)
Los Angeles Dodgers:  1959 (come assistente allenatore)